# Фторид тербия(IV)
Фтори́д те́рбия(IV) — неорганическое соединение с химической формулой {\displaystyle {\ce {TbF4}}}. При стандартных условиях является твёрдым веществом. Является сильным окислителем и фторирующим агентом, выделяющим при нагревании газообразный фтор как в молекулярной, так и в атомарной форме.

## Получение
Фторид тербия(IV) может быть получен реакцией между чистым фторидом тербия(III) и дифторидом ксенона, трифторидом хлора или газообразным фтором:
{\displaystyle {\ce {2TbF3 + F2 -> 2TbF4}}}

## Свойства
Фторид тербия(IV) быстро гидролизуется в горячей воде, образуя фторид тербия(III) и оксифторид тербия ({\displaystyle {\ce {TbOF}}}). При нагревании фторид тербия(IV) происходит его разложение на фторид тербия(III) и преимущественно одноатомный газообразный фтор.
{\displaystyle {\ce {TbF4 -> TbF3 + F. ^}}}
В результате реакции образуется соединение со смешанной валентностью {\displaystyle {\ce {Tb(TbF5)_3}}}, с той же кристаллической формой, что и у {\displaystyle {\ce {Ln(HfF5)3}}}.
Фторид тербия(IV) может окислять трифторид кобальта в тетрафторид кобальта:
{\displaystyle {\ce {TbF4 + CoF3 -> TbF3 + CoF4}}}
Также фторид тербия(IV) может фторировать фуллерен при температуре в 320–460 °С.
Когда фторид тербия(IV) реагирует с хлоридом калия и фтором, он может производить соединение со смешанной валентностью {\displaystyle {\ce {KTb3F12}}}. Существует соединение фторида рубидия, фторида алюминия и фторида тербия(IV) с химической формулой {\displaystyle {\ce {Rb2AlTb3F16}}}.